# Infinite (2021)
Infinite is een Amerikaanse sciencefictionfilm uit 2021. De film zou oorspronkelijk in augustus 2020 in de bioscoop worden uitgebracht, maar werd vanwege de Coronapandemie uitgesteld en werd pas in juni 2021 uitgebracht op de streamingdienst Paramount+. De recensies voor de film waren heel erg slecht en de film was genomineerd voor drie Razzies maar won er geen.

## Plot
Een man ontdekt dat zijn hallucinaties eigenlijk visioenen zijn uit vorige levens.